# Leucoconiella paraguayensis
Leucoconiella paraguayensis är en svampart som beskrevs av Bat., H. Maia & Peres 1960. Leucoconiella paraguayensis ingår i släktet Leucoconiella, divisionen sporsäcksvampar och riket svampar.   Inga underarter finns listade i Catalogue of Life.